# 1812 au Canada
Pour un article plus général, voir Chronologie du Canada.
Cet article traite des événements qui se sont produits durant l'année 1812 au Canada.

## Événements

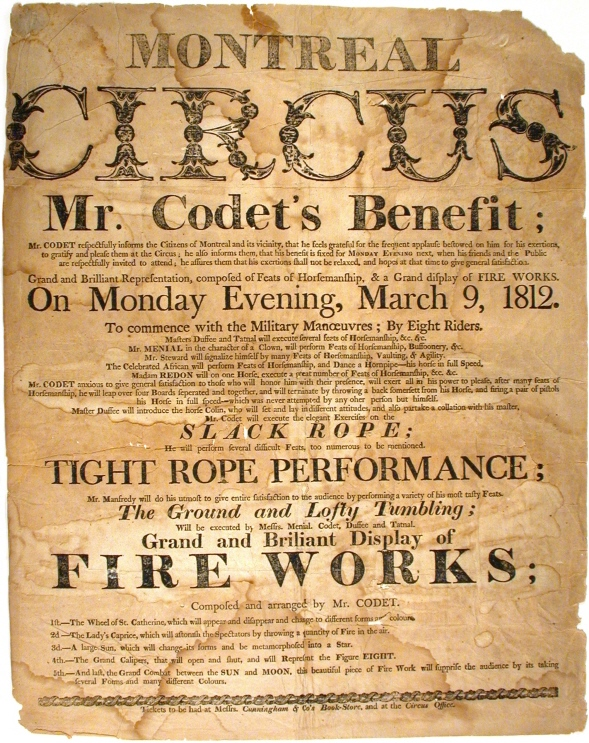
Cirque à Montreal le 9 mars 1812

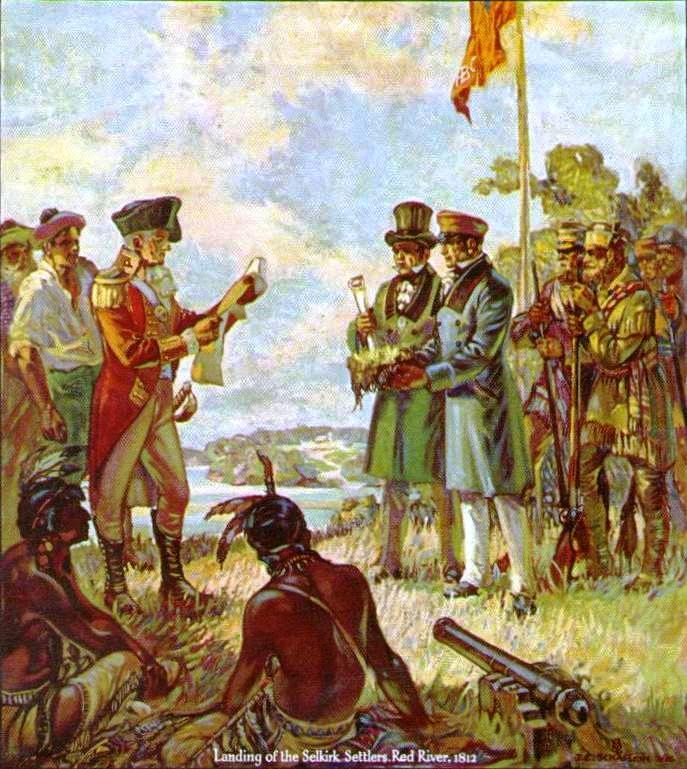
Installation de colons à la colonie de la Rivière Rouge par lord Selkirk

- 10 février : l'espion John Henry (en) vend au président américain James Madison une correspondance qu'il aurait eu avec le gouverneur James Henry Craig en 1809. Ces lettres de Henry (en) indiqueraient une volonté de ramener la Nouvelle-Angleterre à la couronne britannique.
- Février : formation du régiment Glengarry Light Infantry (en).
- 9 mars : présentation d'un spectacle de cirque à Montréal[1].
- 25 avril : Début de la formation des Voltigeurs canadiens commandé par Charles-Michel d'Irumberry de Salaberry.
- June : Élection de la Sixième législature du Haut-Canada (en).
- 9 juin : le navire britannique Lord Nelson est arraisonné illégalement par la marine américaine sur le Lac Ontario. Le navire est rebaptisé USS Scourge
- 16 juin : le parlement de Grande-Bretagne suspend l'Ordre du conseil de 1807 qui affectait les relations avec les États-Unis. Cette mesure arrive trop tard pour empêcher la guerre.
- 18 juin : déclaration de la guerre anglo-américaine de 1812 par les américains.
- Juillet : À l'instigation du Loyaliste noir Richard Pierpoint (en), création de la Compagnie des hommes de couleur du capitaine Runchey (en). Ils vont combattre dans la péninsule du Niagara.
- 12 juillet : le général américain William Hull commande une troupe qui envahit le Canada de Détroit. Après une escarmouche avec les amérindiens, il se retire à Détroit.
- 17 juillet : Bataille de l'île Mackinac. Les américains qui n'étaient pas au courant du début de la guerre se rendent aux britanniques.
- 19 juillet : Première bataille de Sacket's Harbor (en). Échec des britanniques pour attaquer ce port américain sur le Lac Ontario.
- 27 juillet : ouverture de la Sixième législature du Haut-Canada (en).
- 5 août : Bataille de Brownstown près de Détroit. Un petit groupe d'amérindiens de Tecumseh remporte la victoire sur les américains.
- 9 août : Bataille de Maguaga près de Détroit. Aucune partie avantagée.
- 10 août : Début de la Neuvième assemblée générale de l'Île-du-Prince-Édouard (en).
- 13 août : bataille navale dans l'Atlantique entre le USS Essex et le HMS Alert (en). Le navire américain USS Essex remporte la victoire.
- 16 août : le major-général britannique Isaac Brock et Tecumseh s'emparent de Détroit[2].
- 30 août : arrivée des premiers immigrants écossais et irlandais à la colonie d’Assiniboia[3].
- 21 septembre : Des américains menés par Benjamin Forsyth (en) font un Raid sur Gananoque (en). Ils réussissent à prendre les marchandises dans les magasins.
- 13 octobre : invasion des américains commandé par Stephen Van Rensselaer dans la péninsule du Niagara. Il s'ensuit la Bataille de Queenston Heights[2]. Mort du général Brock mais les britanniques repoussent victorieusement les américains.
- À la suite de la mort de Brock, Roger Hale Sheaffe (en) devient lieutenant-gouverneur du Haut-Canada et chef des opérations militaires.
- 23 octobre : bataille de Saint-Régis à Akwesasne[4]. Plusieurs Mohawks qui étaient neutres vont prendre position pour les britanniques.
- 31 octobre : les navires HMS Shannon et le HMS Curlew prennent le navire américain Thorn (en) sur l'océan Atlantique.
- 10 novembre : bataille navale entre le navire HMS Royal George (1809) (en) et la flotte américaine commandée par Isaac Chauncey (en). Le navire britannique réussit à se réfugier au port de Kingston.
- 11 novembre : le navire Governor Simcoe (en) de la Compagnie du Nord-Ouest évite sa capture par des navires américains sur le Lac Ontario et s'échoue près du port de Kingston.
- 20 novembre : première bataille du moulin de Lacolle. Une troupe américaine commandé par Henry Dearborn prennent le moulin de nuit. Mais une autre troupe américaine attaque et la confusion amènent les américains à s'entretuer. Une contre-offensive mené par Charles-Michel de Salaberry permet de reprendre le moulin. Il en résulte une victoire britannique et canadienne.
- 28 novembre : Bataille de Frenchman's Creek près de Niagara. Victoire américaine. En raison de problèmes de logistique et à l'approche de l'hiver, cette offensive américaine n'ira pas plus loin.
- 2 décembre : John Thomas Duckworth quitte son poste de gouverneur de Terre-Neuve lors de son retour en Angleterre.
- La construction des Tours Martello de Québec est complétée.
- Fondation de l'Hôpital de Toronto (en) pour les besoins de la guerre.

Guerre de 1812
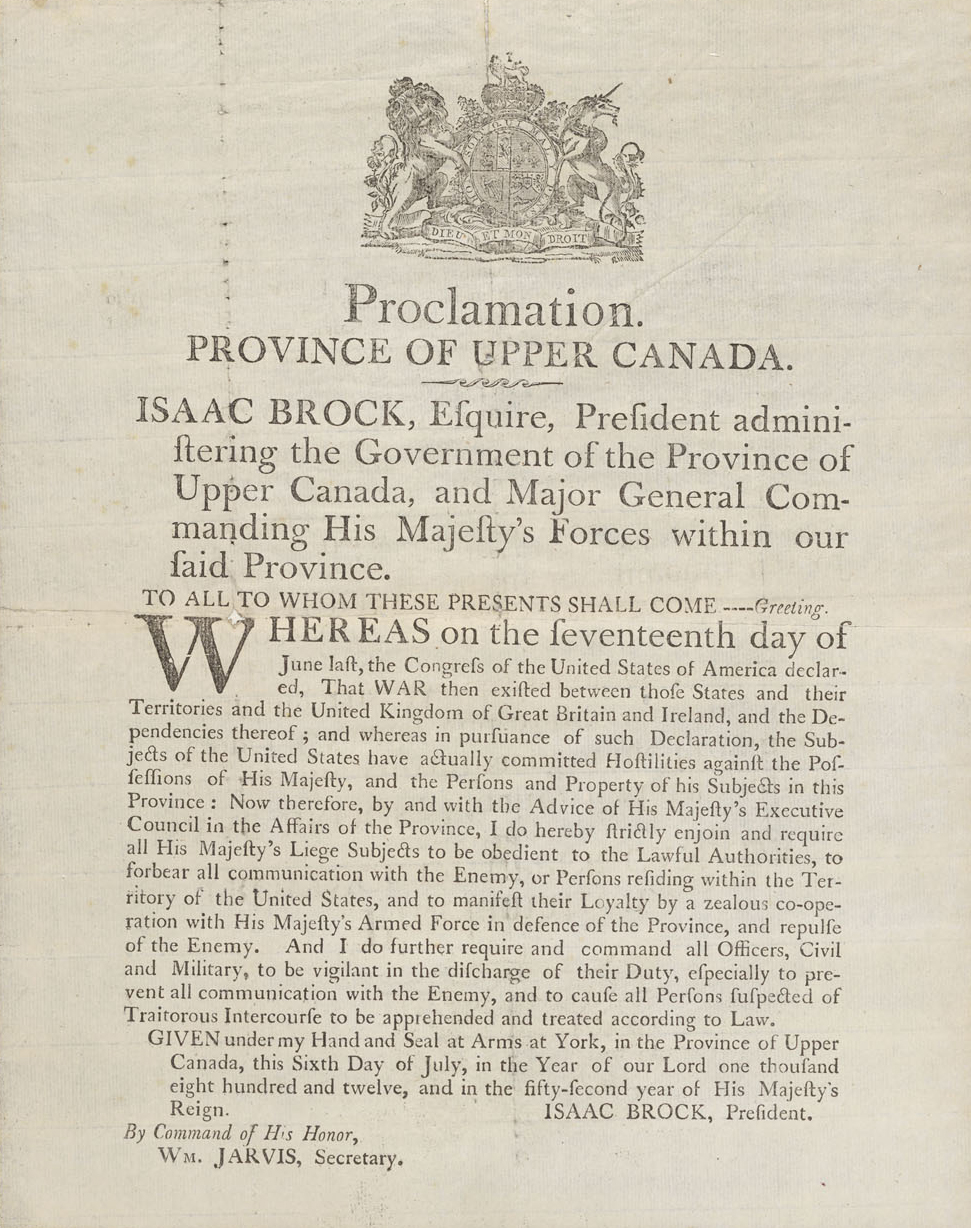
Proclamation de la Province du Haut-Canada par Isaac Brock après la déclaration de guerre.
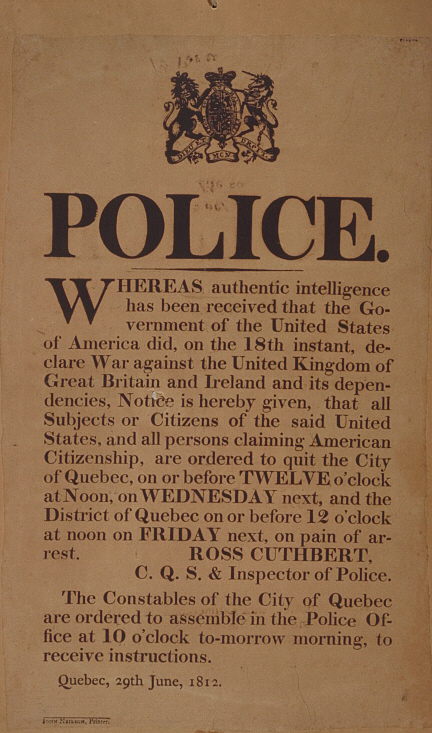
Annonce de l'expulsion des citoyens américains de la ville de Québec.
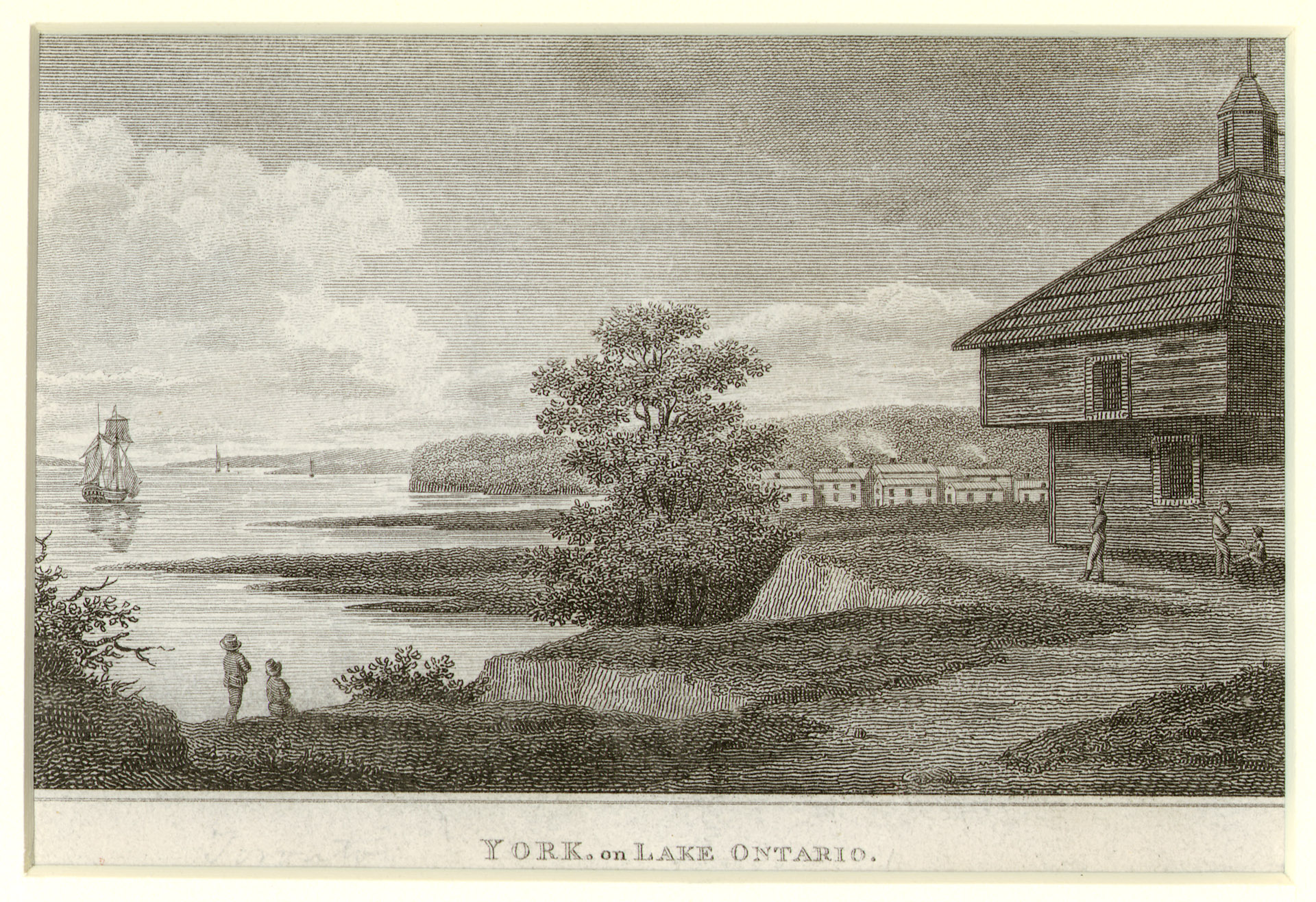
York en 1812 (Future Toronto).
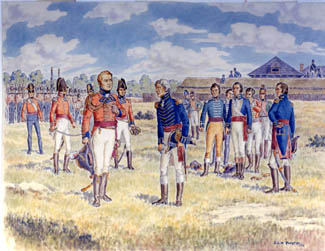
Reddition de Détroit.
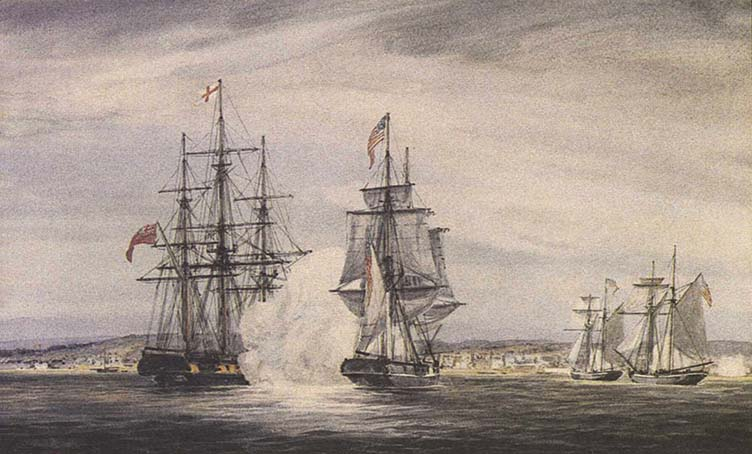
Bataille navale impliquant le Royal George près du port de Kingston.

## Culture
- Composition du chant patriotique The Bold Canadian (en) sur les débuts de la guerre de 1812.

## Naissances
- 27 février : Otto Reinhold Jacobi, artiste peintre.
- 20 juillet : Jean-Baptiste Prat, homme d'affaires.
- 25 septembre : Christopher Dunkin, avocat et homme politique.
- 6 novembre : Louis-Victor Sicotte, homme politique.
- 9 novembre : Napoléon Aubin, journaliste et écrivain.
- 6 décembre : Jean-Nicolas Laverlochère, missionnaire en Outaouais, Abitibi et Témiscamingue.
- 12 décembre : John Sandfield Macdonald, premier des premiers ministre de l'Ontario.

## Décès

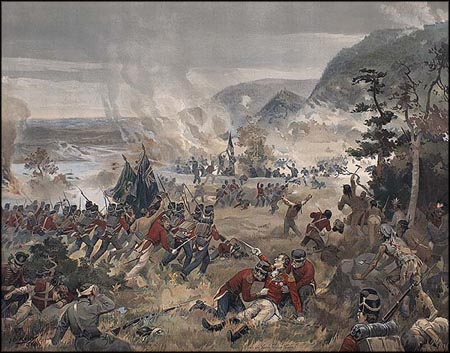
Mort du général Isaac Brock à la bataille de Queenston. Avant de mourir, il galvanise ses troupes en disant: Avancez braves volontaires de York.

- 12 janvier : James Henry Craig, gouverneur du Canada.
- 26 juin : Louis Lorimier, explorateur.
- 13 octobre : à la bataille de Queenston.
  - Isaac Brock, général et lieutenant-gouverneur du Haut-Canada.
  - John Macdonell (en), aide de camp de Brock
- 2 décembre : Pierre-Louis Panet, politicien.
- 3 décembre : George McBeath, politicien.
- 9 décembre : Pierre-Florent Baillairgé, artisan.